# 21 Dywizja Artylerii Obrony Przeciwlotniczej
21 Dywizja Artylerii Obrony Przeciwlotniczej (21 DA OPL) – związek taktyczny artylerii przeciwlotniczej ludowego Wojska Polskiego.
W „Planie zamierzeń organizacyjnych na lata 1951–1952" założono sformowanie nowego związku taktycznego artylerii przeciwlotniczej, w składzie trzech pułków artylerii średniego kalibru i jednego pułku artylerii małego kalibru (85 paplot):
- dowództwo 21 Dywizji Artylerii Obrony Przeciwlotniczeji
- bateria dowodzenia
- 3 pułk artylerii Obrony Przeciwlotniczej
- 4 pułk artylerii Obrony Przeciwlotniczej
- 60 pułk artylerii Obrony Przeciwlotniczej
- 85 pułk artylerii Obrony Przeciwlotniczej

Z zamiaru sformowania dywizji zrezygnowano. Przewidziane dla tej dywizji: 3, 4 i 60 pułki artylerii OPL zostały utworzone jako samodzielne jednostki. Z kolei 85 pa OPL został włączony w skład 7 Korpusu Artylerii Przeciwlotniczej.